# Denkmal der versenkten Schiffe

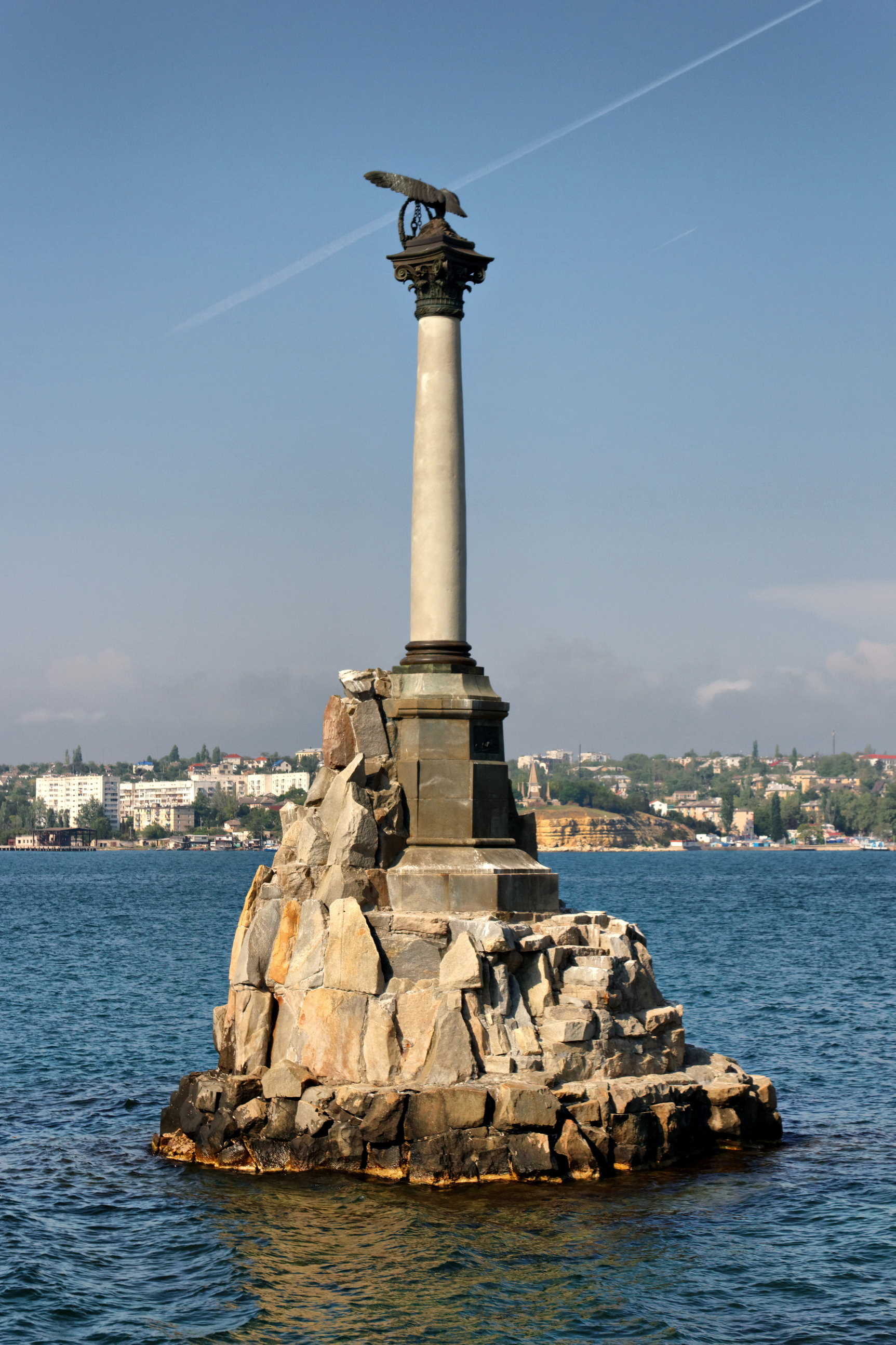
Denkmal der versenkten Schiffe von der Stadtseite (2012)

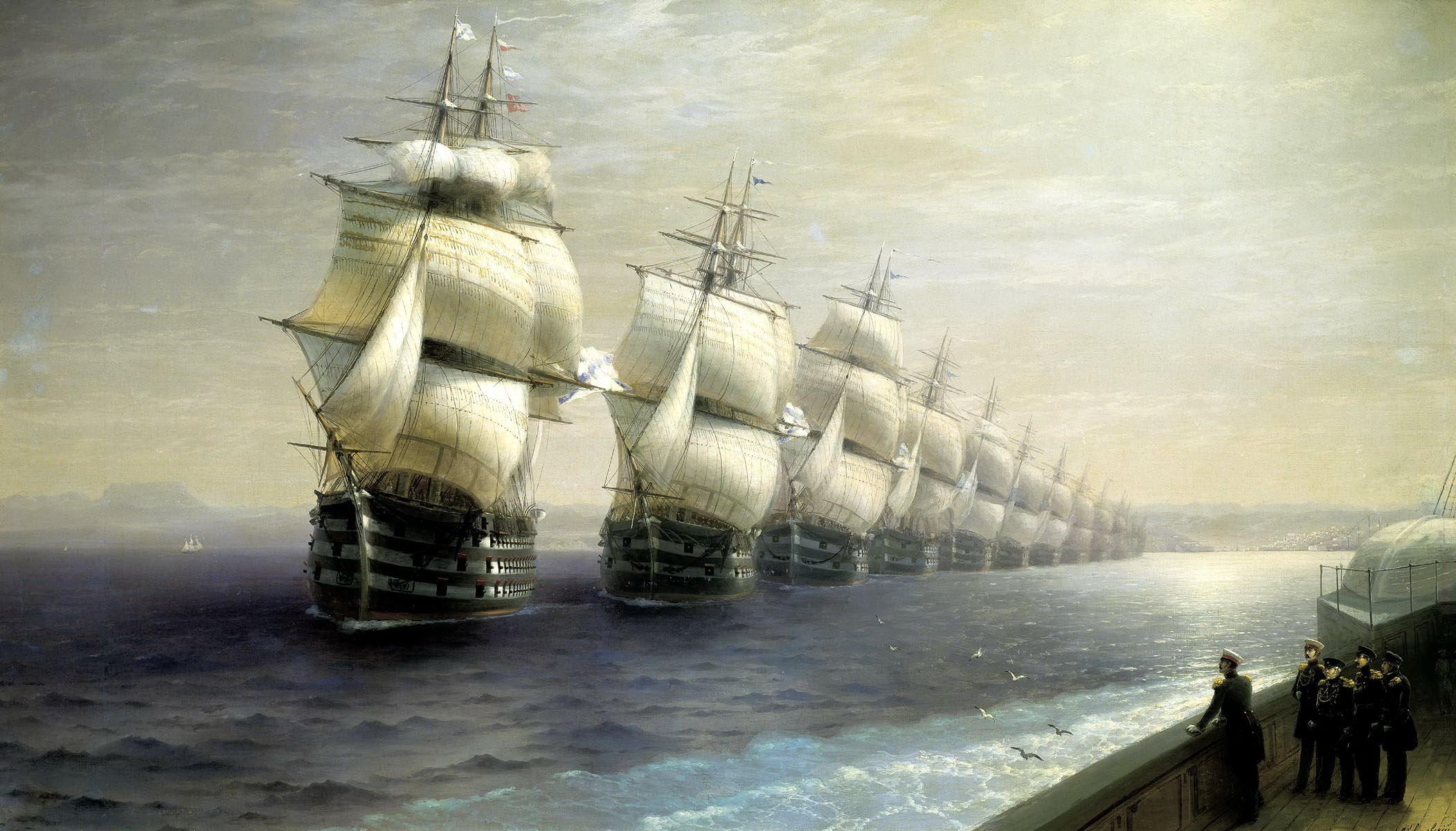
Iwan Aiwasowski: Schwarzmeerflotte (1849)

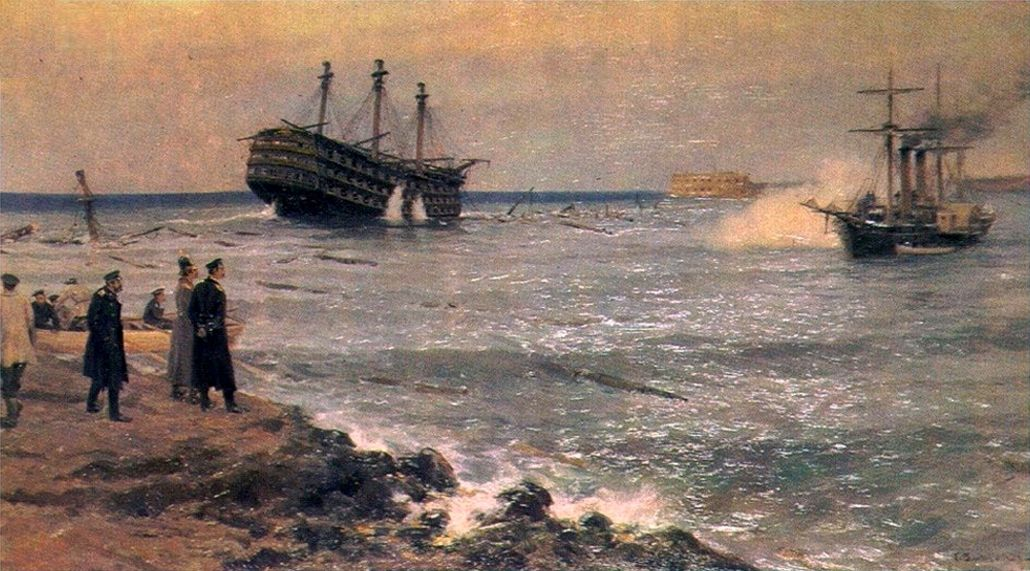
Iwan Wladimirow: Erste Versenkung (1854)

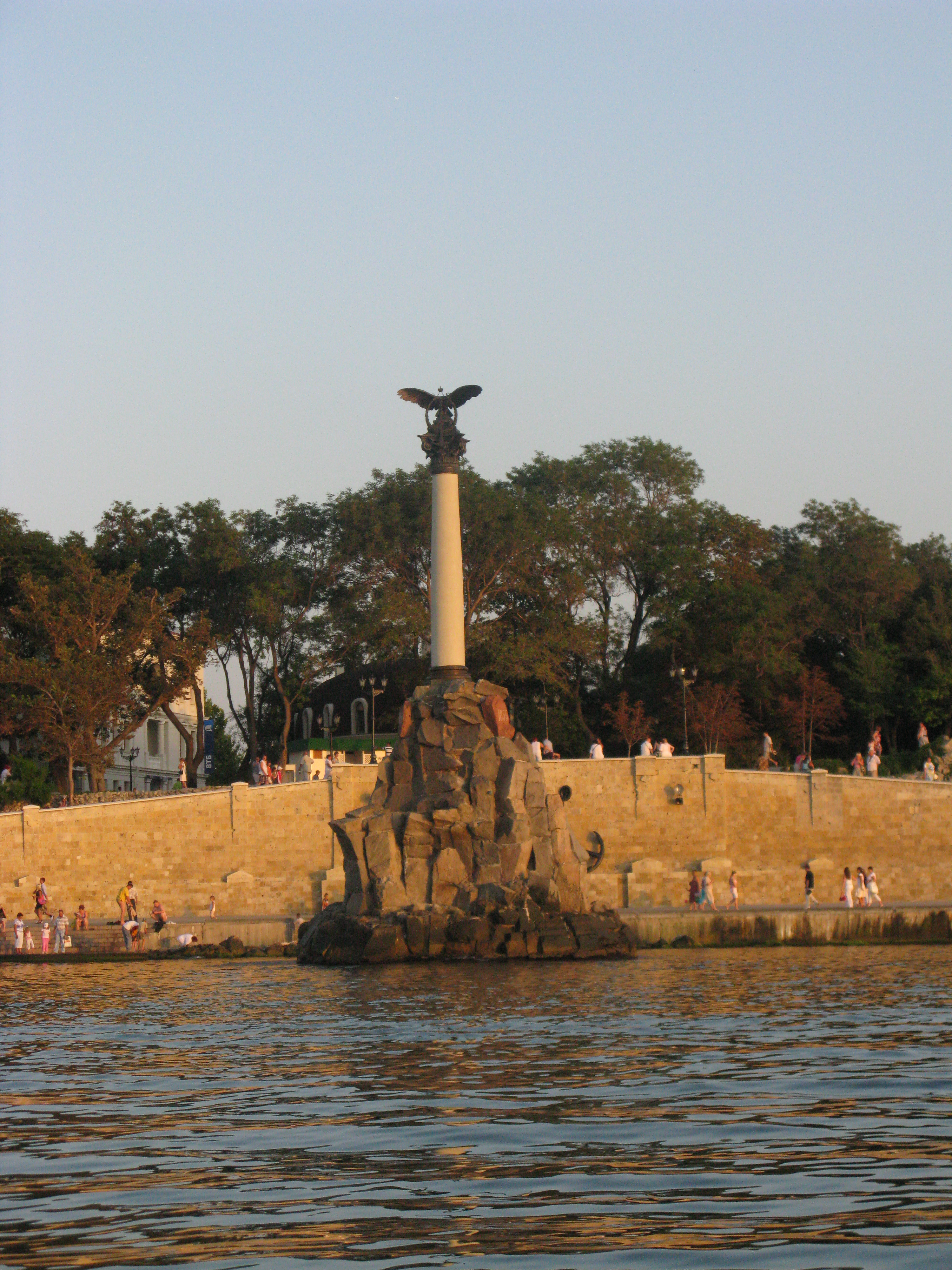
Denkmal der versenkten Schiffe von der Meeresseite (2008)

Das Denkmal der versenkten Schiffe (ukrainisch Пам'ятник затопленим кораблям Pamjatnyk satoplenym korabljam, russisch Памятник затопленным кораблям Pamjatnik satoplennym korabljam) ist eine Gedenkstätte in der ukrainischen Stadt Sewastopol.

## Geschichte
Anlässlich des 50. Jahrestages der Belagerung von Sewastopol wurde im Jahr 1905 ein Denkmal im Schwarzen Meer errichtet, 20 Meter vom Küstenboulevard (russisch Приморский бульвар Primorskij Bulwar) der Stadt Sewastopol entfernt. Entworfen wurde es vom estnischen Bildhauer Amandus Adamson. Das Denkmal erinnert nicht an eine siegreiche Schlacht, sondern an die absichtliche Versenkung von mehreren Schiffen vor der Hafeneinfahrt von Sewastopol in den Jahren 1854 und 1855, wodurch dieser Hafen vor Angriffen von der Meeresseite geschützt war.
Zwischen dem 11. und 16. September 1854 versenkte das Russische Kaiserreich zwischen der Konstantin- und der Alexander-Batterie in der Fahrrinne vor der Bucht von Sewastopol die älteren Linienschiffe Drei Hierarchen (russisch Три Святителя Tri Swjatitelja), Warna (Варна), Selafail (Селафаил), Uriil (Уриил) und Silistrija (Силистрия) sowie die Fregatten Sisopol (Сизополь) und Flora (Флора) und schuf somit eine künstliche Barriere gegen das Eindringen feindlicher Schiffe, da die Masten der Schiffe aus dem Wasser ragten. Da diese Barriere durch Stürme durchbrochen wurde, folgten im Dezember 1854 das Schiff Gabriel (Гавриил Gawriil) sowie die Korvette Pilad (Пилад). Wer die konkreten Anweisungen gab, ist umstritten, man vermutet aber, dass es Alexander Sergejewitsch Menschikow oder aber Pawel Stepanowitsch Nachimow war.
In der Nacht vom 12. zum 13. Februar 1855 versenkte man zudem zwischen der Nikolai- und der Michael-Batterie die Linienschiffe Zwölf Apostel (Двенадцать Апостолов Dwenadzat Apostolow), Swjatoslaw (Святослав) und Rostislaw (Ростислав) sowie die Fregatten Kagul (Кагул) und Messemwrija (Мессемврия) sowie am 16. Februar 1855 die Fregatte Midija (Мидия). An der Stelle dieser zweiten Reihe befindet sich das Denkmal.
Im August 1855 versenkte man schließlich die Reste der Schwarzmeerflotte, so dass insgesamt 95 Schiffe (15 Linienschiffe, 7 Fregatten, 4 Korvetten, 8 Briggs, 4 Artillerieschoner, 4 Tender, 2 Yachten, 6 Dampffregatten, 12 Dampfschiffe, 4 Transporter, 18 Handelsschiffe und 11 Hilfsschiffe) in der Sewastopol-Bucht versenkt wurden. Die Besatzungen der Schiffe bildeten 22 eigene Bataillone, die an der Verteidigung der Stadt beteiligt waren. Dennoch wurde sie schließlich erobert. Mit der Selbstversenkung verhinderte man, dass die Schiffe an die siegreichen Gegner fielen, und erschwerte die Nutzung des Areals durch die Schiffe der Sieger.
Das Denkmal wurde schon früh auf Postkarten dargestellt und aufgrund seiner Bekanntheit auch nach der Oktoberrevolution nicht beseitigt. Es gab allerdings Vorschläge, die Kaisersymbole durch einen roten Stern zu ersetzen und eine Beleuchtung zu schaffen. Letztendlich entfernte man lediglich das bekrönende Kreuz im Jahr 1927. Im Zweiten Weltkrieg kam es zu Kampfhandlungen in Denkmalsnähe (Minenexplosion 1941, brennender Tanker 1944). Das Denkmal wurde dabei am 22. Juni 1941 beschädigt: Der Adler verlor einen Flügel, Teile des Kapitells und der Granitblöcke wurden zerstört. Auch danach wurde es als wichtiges Symbol der Stadt erhalten: Zunächst fand im Jahr 1951 eine Restaurierung durch die Kiewer wissenschaftlichen Restaurierungswerkstätten statt, weitere Maßnahmen wurden von 1955 bis 1959 und 1989 unternommen, wobei der Unterwasserteil des Denkmals verstärkt wurde. Mehrfach hatte das Meer Granitfelsblöcke weggespült. Im Jahr 2003 wurde eine weitere Sicherungsmaßnahme durch den ukrainischen Architekten A. L. Scheffer umgesetzt.
Eine von der Ukraine im Jahr 2005 gestiftete Gedenktafel am Ufer nennt als weitere am Denkmal beteiligte Personen den Architekten Walentin Feldmann sowie den Ingenieur Oskar Enberg. An der dortigen Hangwand wurden zudem Anker versenkter Schiffe angebracht. Im Jahr 2007 wurde das Denkmal erneut restauriert. Der ursprüngliche Entwurf Enbergs sah eine quadratische Säule mit Adler vor. Feldmann war es, der diese anpasste und die künstlichen Felsen samt Säule einbrachte. Im Militärhistorischen Museum der Schwarzmeerflotte wird zudem ein zweiter Entwurf des Denkmals aufbewahrt, der vom Chefarchitekten der Stadt A. M. Wejsen stammt und einen tetraedrischen Obelisken vorsah.
Da das Denkmal keinen offiziellen Namen erhalten hatte, finden sich in den Archiven mehr als zehn verschiedene Namen für die Gedenkstätte. Unmittelbar nach der Einweihung im Jahr 1905 wurde durch Großfürst Alexander Michailowitsch Romanow angeordnet, es Ort der Blockade des Fahrwassers von Sewastopol (Место для заграждения Севастопольского фарватера Mesto dlja sagraschdenija Sewasotonolskowo farwatera) zu nennen. Erst in den 1930er Jahren ist der heutige Name belegbar.

## Beschreibung
Die Gedenkstätte besteht aus einer künstlichen Felseninsel aus Granitblöcken, auf der eine 7 Meter hohe Diorit-Säule mit Kompositkapitell auf einem achteckigen Postament aus Granit steht. Dieses ruht auf einem quadratischen Sockel (9,2 × 9,2 Meter). Die Säule wird von einem doppelköpfigen Bronze-Adler mit Königskrone, Lorbeerkranz (mit Lorbeer- und Eichenblättern) und Anker bekrönt, der dem Meer zugewandt ist. Auf der Brust des Adlers befindet sich ein Schild mit dem Bild des heiligen Georg. Seine Flügelspanne beträgt 2,6 Meter. Die Gesamthöhe der Gedenkanlage beträgt 16,66 Meter. Am Sockel findet sich die Inschrift „Въ память кораблей, затопленныхъ въ 1854 и 1855 г.г. для загражденія входа на рейдъ“ („Im Gedenken an die Schiffe, die 1854 und 1855 für die Blockade des Eingangs in die Bucht versenkt wurden“). Zudem sind dort Reliefplatten angebracht, die untergehende Schiffe und einen Lageplan zeigen. Aus künstlerischer Sicht kritisiert wurde, dass das Denkmal sich nicht aus sich selbst heraus erklärt.
Mehrere ähnliche Denkmäler mit Adlern auf Postamenten wurden bereits im Jahr 1904 nördlich von Balaklawa für die dortige Schlacht errichtet. Im Schiffbau- und Flottenmuseum Mykolajiw befindet sich zudem eine verkleinerte Kopie des Denkmals.

Ähnliche Denkmäler und Kopien
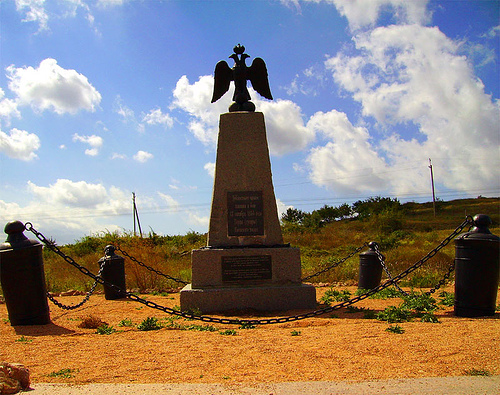
Denkmal nördlich von Balaklawa
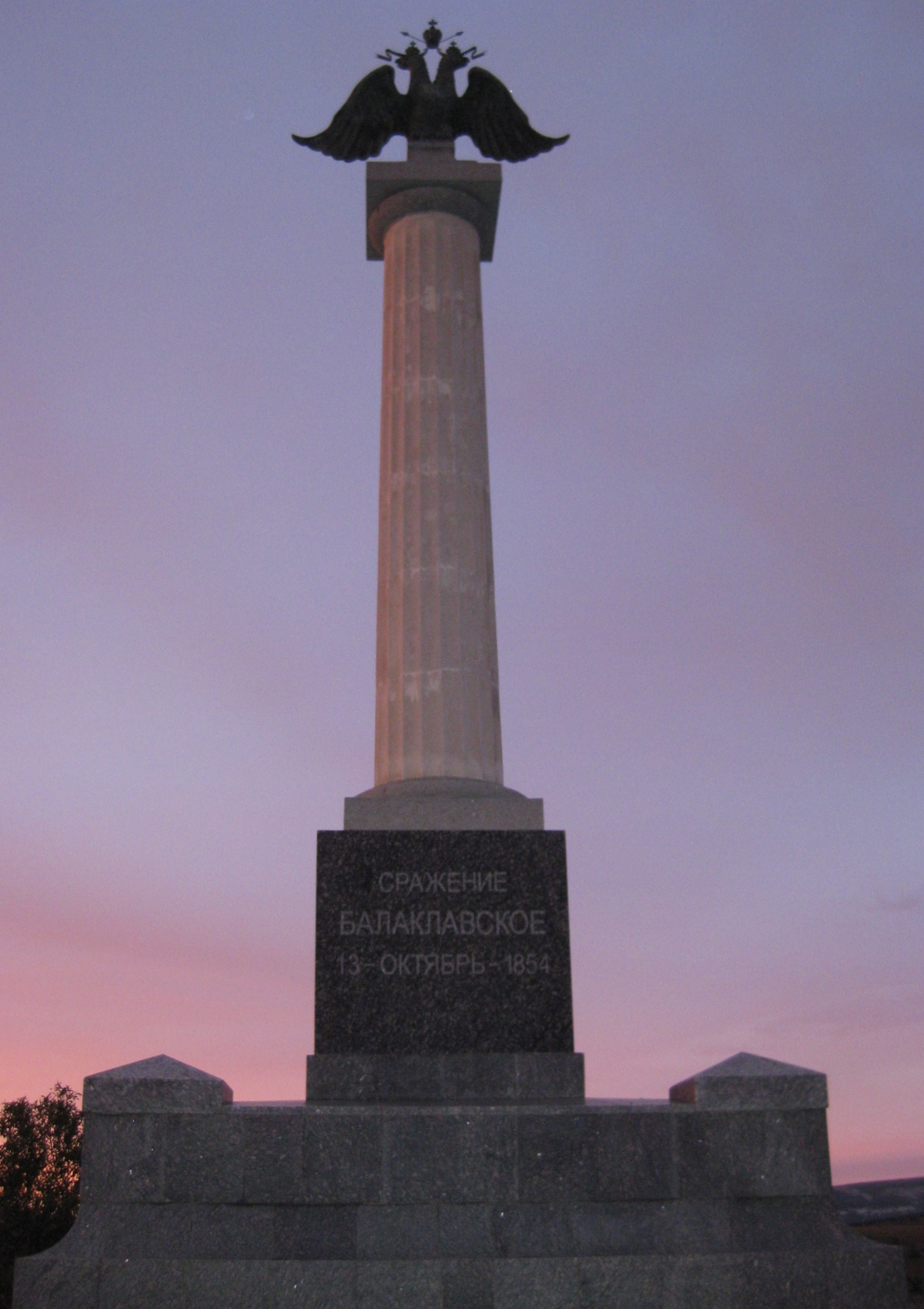
Denkmal nordöstlich von Balaklawa
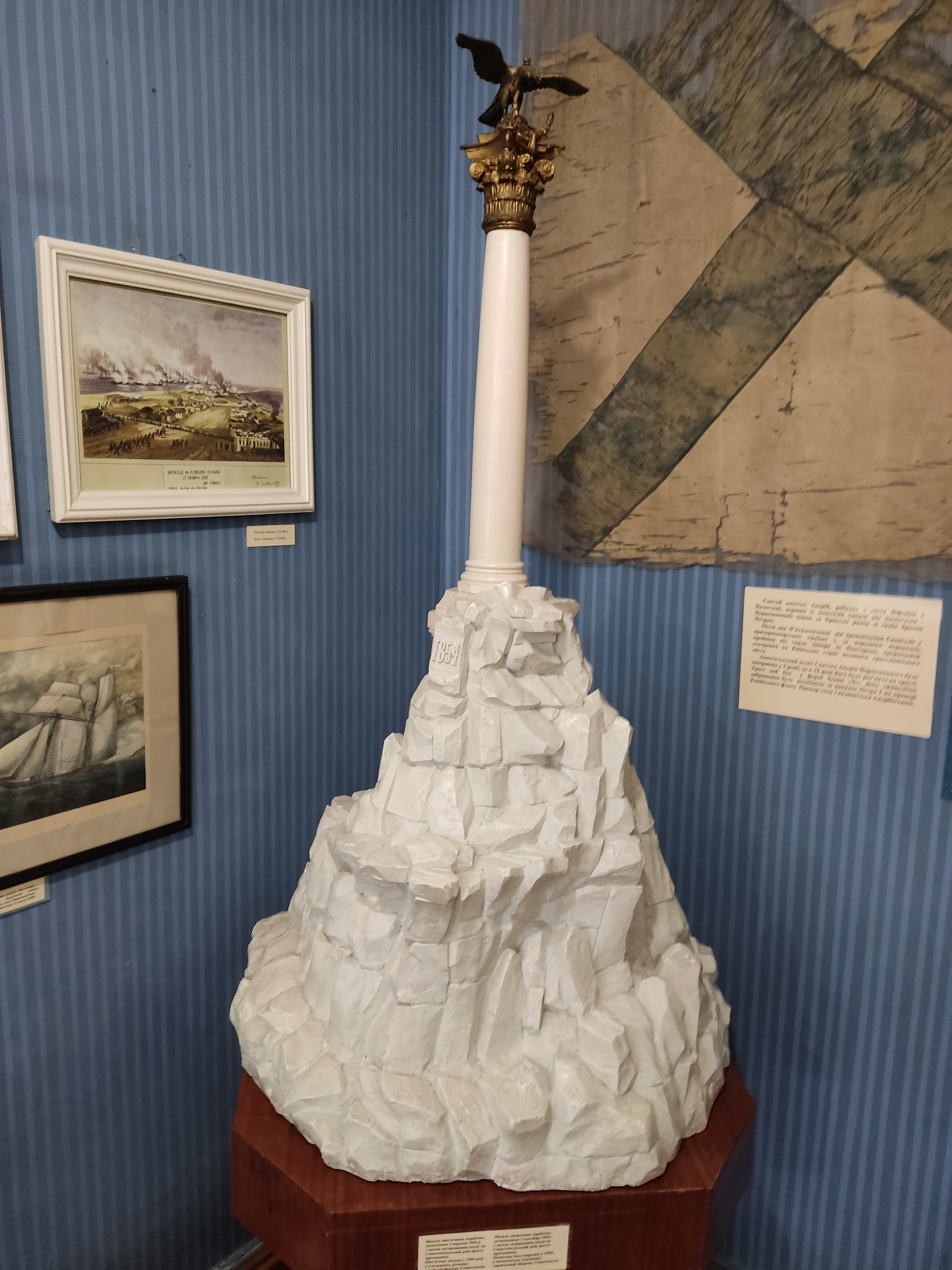
Schiffbau- und Flottenmuseum Mykolajiw

Das Denkmal in Sewastopol entwickelte sich zum Wahrzeichen der Stadt, wurde in ihr Wappen aufgenommen und dementsprechend häufig abgebildet. So wurde es 2017 auf dem russischen 200-Rubel-Schein verewigt und bereits zuvor auf der 100-Rubel-Gedenknote von 2015. Noch häufiger war es auf Gedenk-Briefmarken und Gedenk-Münzen der Sowjetunion, der Ukraine und Russlands zu sehen. Diese beziehen sich aber teilweise auf Sewastopol als Heldenstadt des Zweiten Weltkriegs und nicht auf die Versenkung der Schiffe oder das Denkmal selbst.

Abbildungen des Denkmals auf Briefmarken
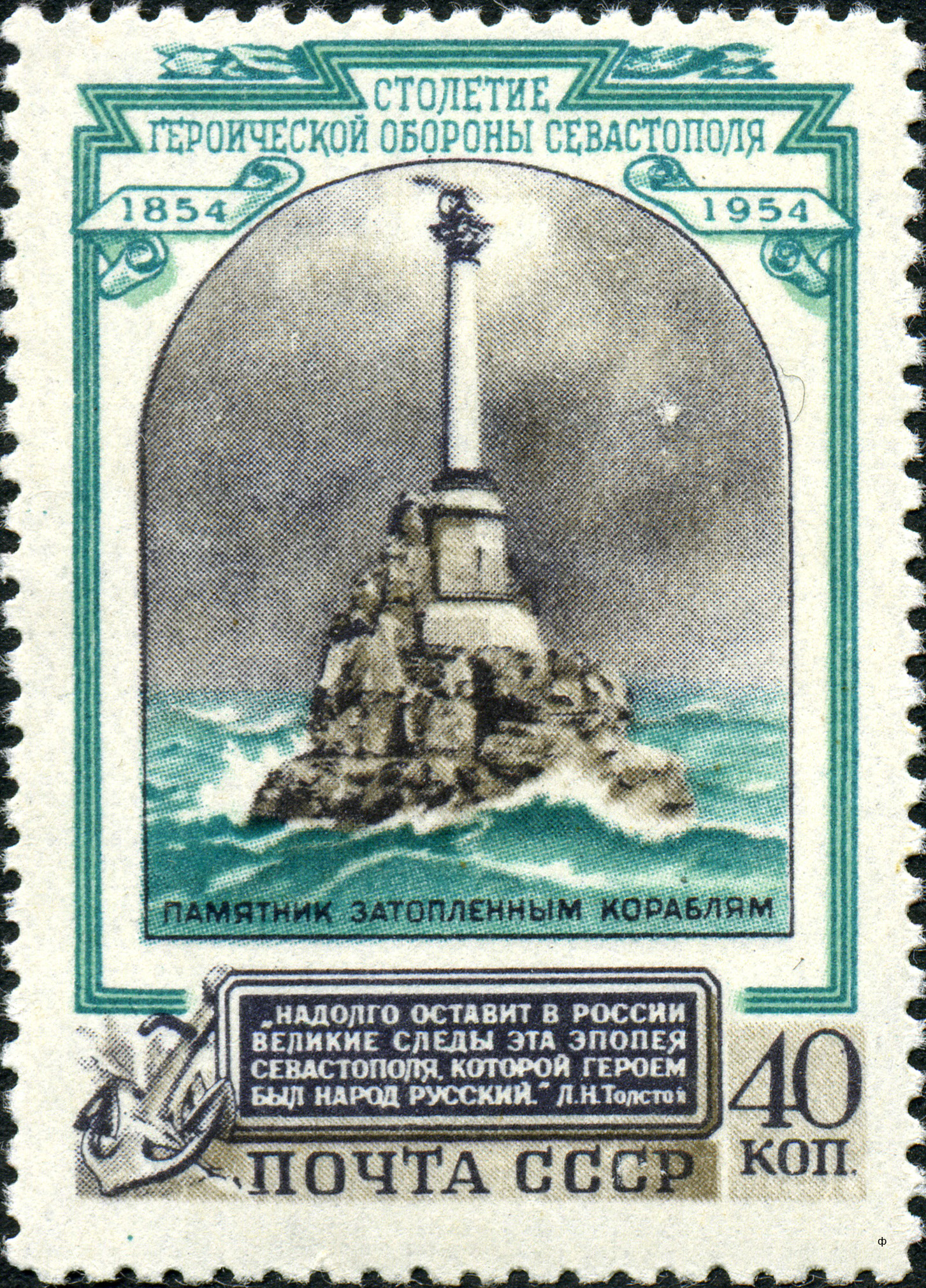
Sowjetische Gedenk-Briefmarke von 1954
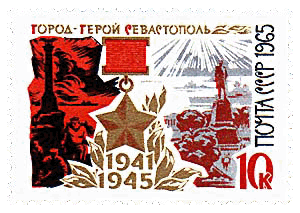
Sowjetische Gedenk-Briefmarke von 1965
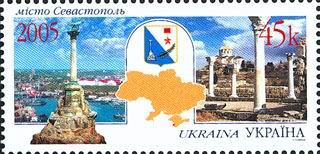
Ukrainische Briefmarke von 2005
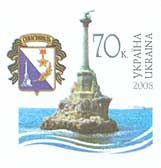
Ukrainische Briefmarke von 2008
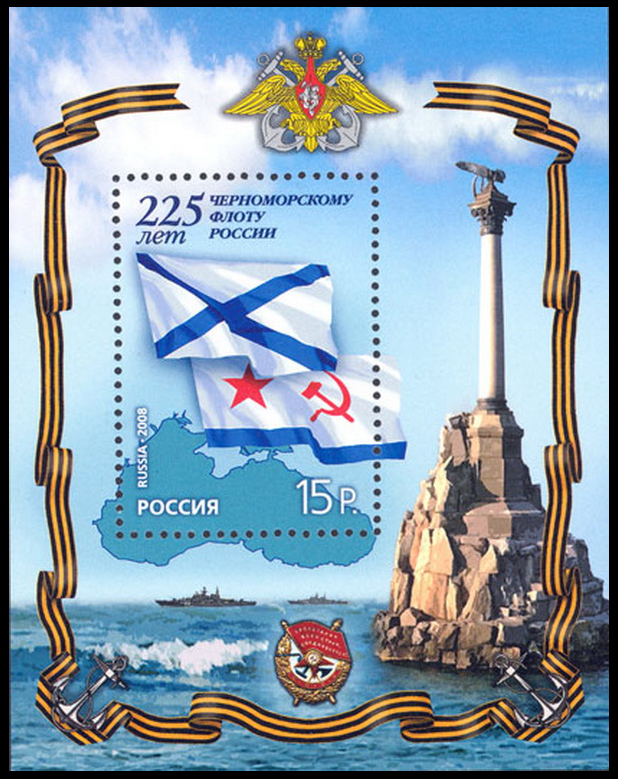
Russische Gedenk-Briefmarke von 2008
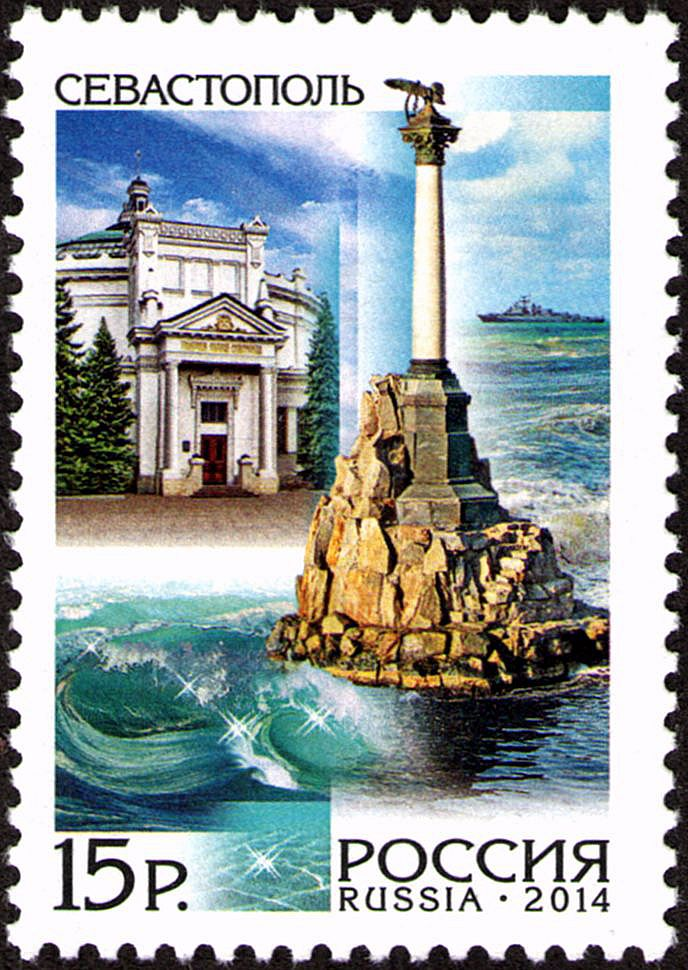
Russische Briefmarke von 2014
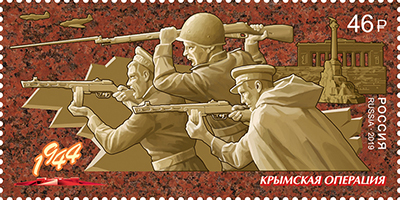
Russische Gedenk-Briefmarke von 2019

Auswahl von weiteren Abbildungen des Denkmals
Wappen Sewastopols
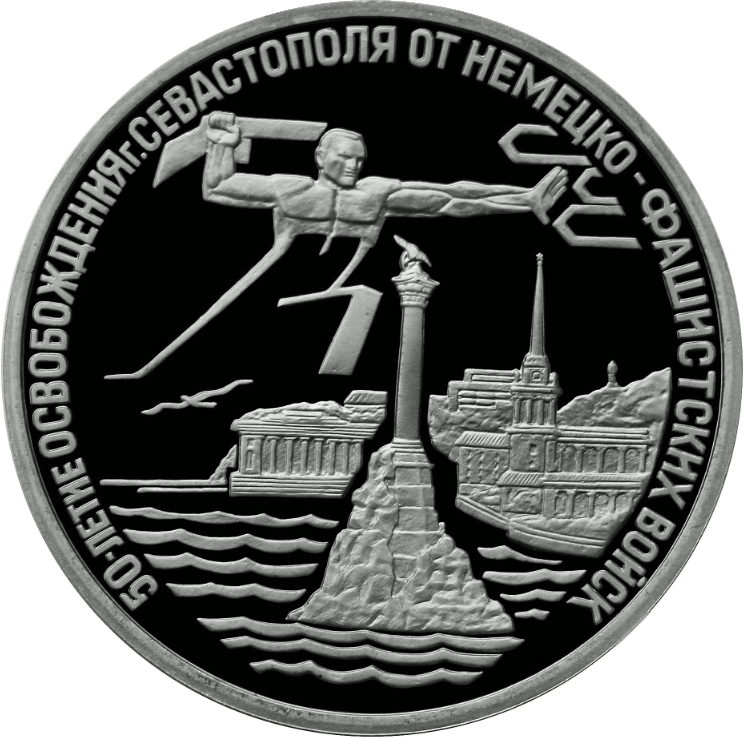
Russische Gedenk-Münze von 1994
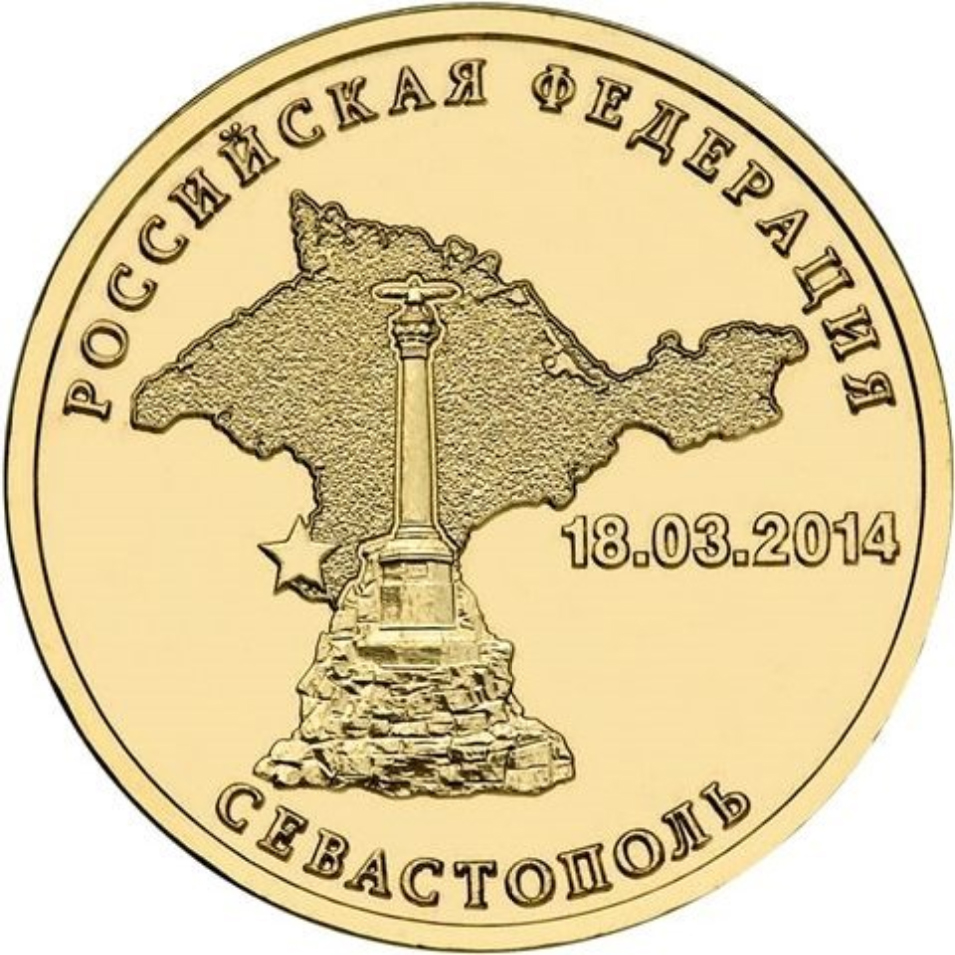
Russische Gedenk-Münze von 2014
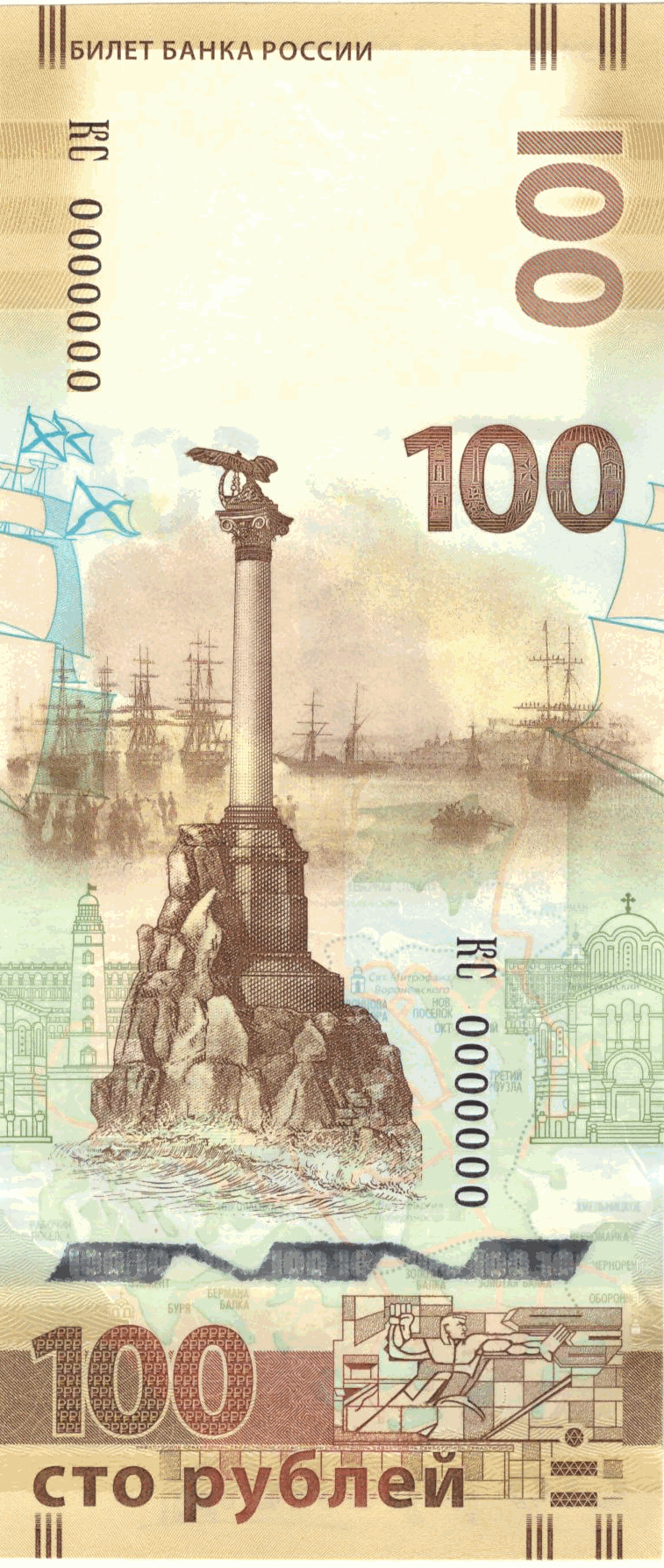
Russische 100-Rubel-Gedenknote von 2015
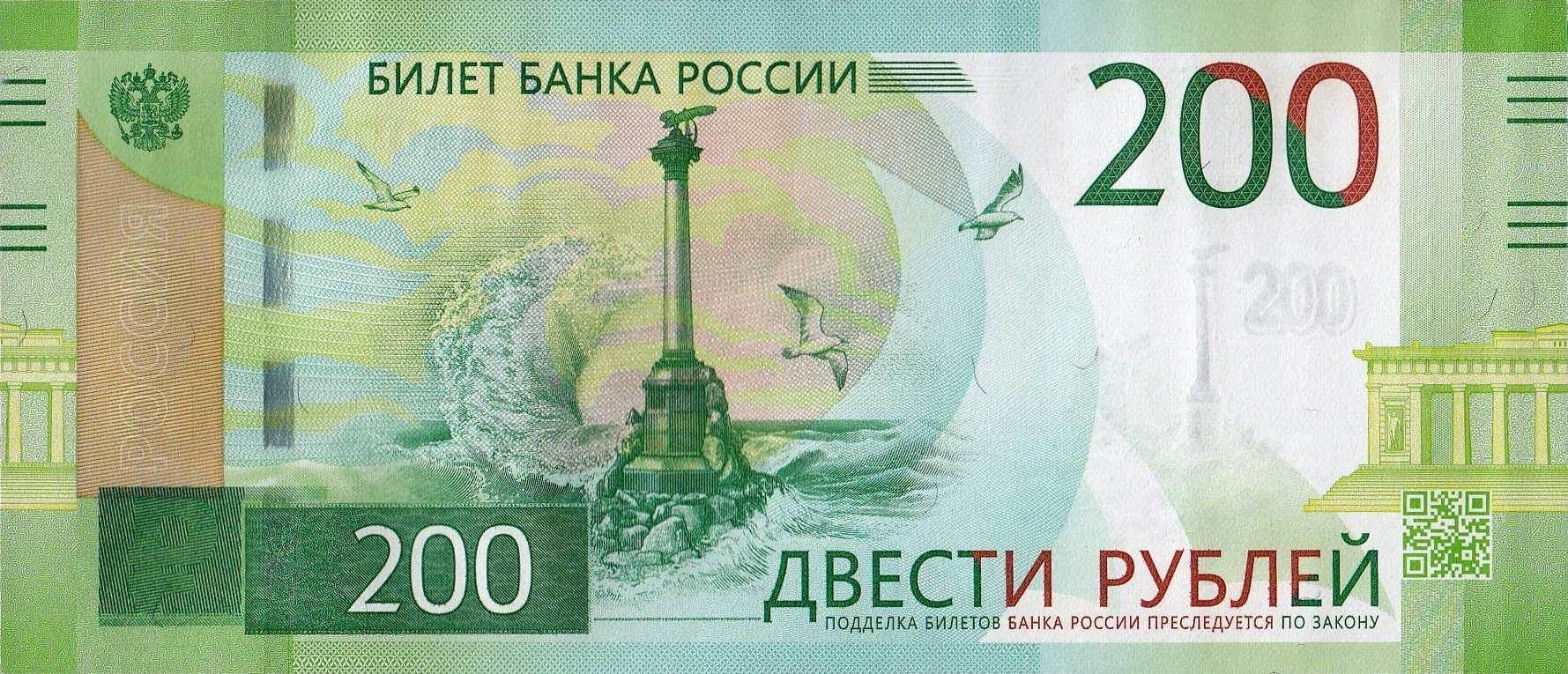
Russischer 200-Rubel-Schein von 2017

Das Denkmal, das an die Standhaftigkeit und Tapferkeit der Seeleute der Schwarzmeerflotte erinnern soll, ist auch auf zahlreichen Souvenirs der Stadt abgebildet.